# Naranjal (Paraguai)
Naranjal é um distrito do Paraguai localizado no departamento de Alto Paraná. Se encontra a cerca de 83 km de Ciudad del Este, capital do Estado e a 363 km da capital do país, Assunción.
A antiga mata foi desbravada pela família Lüdeke, umas da famílias pioneiras na região, onde no início se produzia menta.
A local tornou-se município em 26 de julho de 1990, apartando-se dos distritos de Domingo Martínez de Irala e de Ñacunday. Seu primeiro prefeito foi Leiva.
Com cerca de 13 mil habitantes, muitos moradores de pequenas colônias espalhadas no território da cidade como Raul Penã, Aurora II e San Alfredo, onde predominam os imigrantes brasileiros, que cultivam o idioma, as festas e a cultura do país vizinho.
A cidade tem como atividade principal a agricultura, predominando as culturas de soja, canola, milho, trigo e girassol. 

## Línguas regionais
- Riograndenser Hunsrückisch

## Transporte
O município de Naranjal é servido pela seguinte rodovia:
- Ruta 06, que liga Minga Guazú ao município de Encarnación (Departamento de Itapúa)[1][2][3]